# Драйфлюссештадион
Драйфлюссештадион (нем. Dreiflüssestadion) — многоцелевой стадион, находящийся в городе Пассау (Германия). На данный момент вмещает 6 000 зрителей и является домашней ареной футбольного клуба «Пассау». Был задействован во время Летних Олимпийских игр 1972 года.

## История
Стадион был открыт в 1969 году, однако Юношеские игры Нижней Баварии проводились здесь ещё в 1968. Праздник в честь официального открытия состоялся 19-20 июля 1969 года, он включал в себя легкоатлетические соревнования шести городов и товарищеский футбольный матч между «Пассау» и «Швайнфуртом».
Первым ярким событием на стадионе стала победа со счётом 2:1 молодёжной сборной ФРГ (с Паулем Брайтнером, Ули Хёнессом и Райнером Бонхофом в составе) над национальной сборной Чехословакии по футболу 19 апреля 1970 года. На игре присутствовало 14 000 зрителей.
Важнейшим событием в истории объекта стал Олимпийский футбольный турнир 1972 года. На этом стадионе было сыграно четыре матча первого этапа и две игры второго, в том числе два поединка сборной ГДР и один сборной ФРГ.
В 1991 году здесь проходил финал предсезонного Кубка Фудзи между дортмундской «Боруссией» и бременским «Вердером».
В недавнем прошлом он часто принимал матчи молодёжных и женских сборных. В 2002 году «Пассау» провёл благотворительный матч против «Баварии», вырученные средства от которого были направлены на помощь пострадавшим от наводнения. Мюнхенский клуб обыграл местную команду со счётом 5:0 на глазах у более чем 10 000 зрителей. 23 июля 2011 года «Бавария» снова сыграла в рамках акции Traumspiel в Пассау против двух фан-клубов: местного Mia san mia и Red Bulls из Таубенбаха. Мюнхенцы победили со счётом 16:2 в присутствии 19 000 зрителей.
До 2015 года «Драйфлюссештадион» занимал 56-е место среди крупнейших стадионов Германии и 6-е место в Баварии. Первоначальная вместимость 20 000 зрителей была сначала уменьшена до 12 000 в 2015 году, поскольку была снесена стоячая трибуна в северной части. Она сильно обветшала и её ремонт был экономически нецелесообразен. В 2016 году произошло дальнейшее уменьшение размеров стадиона: после сноса южной трибуны арена всё ещё может вместить 6000 зрителей.